# Baldassare Longhena
Baldassare Longhena, italijanski (beneški) arhitekt, ki je deloval predvsem v Benetkah, kjer je bil eden največjih predstavnikov baročne arhitekture tega obdobja, * 1596 ali 1597, Benetke, † 18. februar 1682

## Življenjepis
Prvorojenec Melchisedecha Longhena in Giacomina, oba iz Brescie, je bil skoraj zagotovo rojen v Benetkah med koncem leta 1596 in začetkom leta 1597. Datum rojstva ni znan natančno, saj so dokumenti župnije San  Provolo (kjer se je najverjetneje rodil), ki se nanašajo na to obdobje, izgubljeni; v seznamu kamnosekov iz leta 1672 je omenjen kot petinsedemdesetnik in v mrliški listini iz leta 1682 kot petinosemdesetik. Imel je tri brate, Decija, Medejo in Giovannija. Izučil se je v delavnici svojega očeta Melchisedecha, vendar je bil slednji veliko več kot skromen kamnosek.
Longhena je študiral pri arhitektu Vincenzu Scamozziju in po Scamozzijevi smrti dokončal njegovo monumentalno Procuratie Nuove na Markovem trgu, kompleks impozantnih rezidenc in uradov za uradnike Beneške republike, ki dajejo trgu današnji videz. K njegovi umetniški izobrazbi je pripomogel tudi študij Andree Palladia in Sebastiana Serlia ter pokroviteljstvo družine Contarini.
Njegovo najbolj znano delo je elegantno okrašena bazilika Santa Maria della Salute, ki se je začela graditi leta 1631 v zahvalo Devici za osvoboditev mesta pred kugo. Ta cerkev z dvema kupolama na polotoku med Canalom Grande in Zattere je ena najbolj znanih mestnih znamenitosti. Glavni vhod po vzoru rimskega slavoloka je bil kasneje kopiran v več cerkvah in stolnicah v Benetkah in drugod.
Zasnoval je številne druge cerkve v mestu, med njimi Chiesa dell'Ospedaletto in Santa Maria di Nazareth, zgrajeni med letoma 1656 in 1680, čeprav je pročelje slednje cerkve oblikoval Giuseppe Sardi (1624–1699). Zasnoval je tudi Palazzo Belloni Battagia in Palazzo Giustiniani Lolin, obe obrnjeni proti Canalu Grande.
Ena njegovih največjih zasnov je bila stolnica Chioggia, izvedena med letoma 1624 in 1647. Ob dokončanju stolnice je zasnoval še dve palači na Canalu Grande in sicer Ca' Rezzonico in Ca' Pesaro, ki sta bili dokončani po njegovi smrti.
Med letoma 1641 in 1680 je zasnoval novo knjižnico, veliko stopnišče, samostansko pročelje, stavbo noviciata, bolniško sobo in sobe za goste samostana San Giorgio Maggiore.
Baldassare Longhena je umrl v Benetkah leta 1682.
Na Longhena sta močno vplivala dva velika mojstra italijanskega 16. stoletja, Jacopo Sansovino in Andrea Palladio. Popolnoma vpet v baročne tokove svojega časa je arhitektu uspelo nekaterim svojim delom dati razkošnost in Chiaroscúro efekte, polne globoke dramatike, ki jih najdemo predvsem v njegovi nesporni mojstrovini Santa Maria della Salute.
Učenci in kasnejši sodelavci in privrženci Longhene so bili Giuseppe Sardi (1630-1699), Bernardo Falconi di Bissone, Antonio Gaspari (1670-1738) in Peter Strudel iz Alto Adigeja. Prvi, po rodu iz Morcotea, je sodeloval z velikim mojstrom pri gradnji cerkve Ospedaletto, Gaspari pa je spremljal gradbena dela Ca' Pesara po smrti Longhene.

## Kritičen sprejem
Longhena je razvil slog svojega mojstra Vincenza Scamozzija in Andrea Palladia. Kot pravi Branko Mitrović v svoji knjigi o renesančni arhitekturi: »Scamozzi ... je sredinski medstebrnik glavnega portika prilagodil tako, da so robovi stebrov vidni s konca krožne dvorane. Vizualno je to način, da od znotraj nakažete, da je za vhodnimi vrati še en formalni prostor... Baldassare Longhena je podoben sistem neortogonalnih osi uporabil v Santa Maria della Salute v Benetkah. Tako kot pri Palladiu ni jasno, ali je Longhena nameraval oblikovati takšne vizualne osi ali so stranski produkt njegove kompleksne geometrije.«

## Dela
- Fasada Santa Giustina (1640)
- Collegio Flanginiano (grška šola) (1648)
- Kapela Vendramin v cerkvi San Pietro di Castello
- Cerkev Santa Maria di Nazareth (1646)
- Palazzo Belloni Battagia
- Palazzo Pesaro (od 1659)
- Seminario patriarcale (1670)
- Ca’ Rezzonico (od 1667)
- Palazzetto da Lezze
- Palazzo Belloni Battagia
- Fasads Palazzo Cappello Malipiero Barnabò
- Palazzo Erizzo
- Palazzo Basadonna San Trovaso
- Palazzo Giustinian Lolin
- Palazzo Labia
- Palazzo Marcello Pindemonte
- Palazzo Widmann
- Villa Angarano, dokončanje vile Andrea Palladio
- Delna prenova Palazzo Zen
- Ca’ Pesaro
- Samostanska knjižnica San Giorgio Maggiore.

## Galerija
- Ca' Rezzonico
- Ca' Pesaro
- Palazzo Belloni-Battagia
- Ospedaletto
- Santa Maria degli Scalzi
- Španska sinagoga
- Villa Angarano
- Cerkev Santa Maria Assunta, Loreo, Italija